# Semidalis bituberculata
Semidalis bituberculata is een insect uit de familie van de dwerggaasvliegen (Coniopterygidae), die tot de orde netvleugeligen (Neuroptera) behoort. 
De wetenschappelijke naam Semidalis bituberculata is voor het eerst geldig gepubliceerd door Meinander in 1990.